# Заступник голови уряду Російської Федерації
Заступник голови уряду Російської Федерації (рос. Заместитель председателя правительства Российской Федерации) — одна з державних посад Російської Федерації.

## Статус
Заступник голови уряду є членом уряду РФ.
Як правило, заступник голови координує діяльність певного кола федеральних органів виконавчої влади, або будь-яких таких органів у межах певної проблематики (наприклад, заступник голови Уряду з економіки, з соціальних питань і т. д.).
У разі, коли заступник голови уряду є одночасно міністром, його статус полягає в тому, що дане міністерство в певній обстановці наділяється повноваженнями з координації роботи суміжних міністерств.
Заступник голови уряду призначається на посаду і звільняється з посади президентом РФ за поданням голови уряду.
Зараз голова уряду має десять заступників, у тому числі одного першого заступника.
Кожен із заступників голови уряду має власний секретаріат.
Заступники голови уряду не має права видавати власні нормативні акти, але дають обов'язкові для виконання доручення федеральним органам виконавчої влади.
Посада першого заступника голови уряду не передбачена ст. 83 Конституції РФ і Федеральним Конституційним законом від 17 грудня 1997 року N 2-ФКЗ «Про Уряд Російської Федерації» в редакції від 14 грудня 2015 року N 6-ФКЗ, була присутня в списку посад не всіх урядів РФ. Посада заступника, доповнена словом «перший», наділяє заступника додатковими повноваженнями своєрідного «кризового менеджера».

## Найменування
Поширеними неофіційними найменуваннями посади заступника голови уряду, що не закріпленими нормативними документами й, через це, що вводять в оману пересічних громадян, є «зампред» і «віцепрем'єр».